# Eublemma rubripuncta
Eublemma rubripuncta là một loài bướm đêm trong họ Erebidae.